# Iglesia de la Anunciación (Liubliana)
La Iglesia de la Anunciación de Liubliana es una iglesia católica regida por los franciscanos y uno de los templos más populares y visitados en la ciudad. La iglesia actual, construida en 1669, tiene dos antecesoras, que fueron construidas en el mismo lugar.

## Historia
Los agustinos llegaron a Liubliana antes del año 1314. Iglesia y claustro estaban en la periferia, delante del puente que llevaba al centro histórico. Los agustinos tuvieron que refugiarse en la iglesia de san Jacobo, dentro de la muralla en 1491, a causa de las invasiones turcas, que devastaron la iglesia y el claustro. Allí permanecieron hasta 1553. En aquel año el emperador Fernando I de Habsburgo fundó en el claustro de los agustinos un hospital para los mineros mayores de Idrija. De este modo, los agustinos se fueron a Rijeka, en Croacia. Sin embargo, en 1623 volvieron a Liubliana y decidieron construir una nueva iglesia delante del puente porque el peligro de los turcos ya había pasado. En el mismo año empezaron las obras. Aunque tuvieron muchos problemas financieros, la construcción progresó rápidamente. Ya en 1628 el obispo Tomaž Hren bendijo la nueva iglesia y la nombró Iglesia de la Anunciación. Entre 1628 y 1645 la nueva iglesia sufrió daños dos veces a causa de incendios. En 1645 el barón Konrad Ruessenstein propuso la construcción de una nueva iglesia en el mismo sitio y donó dinero, del cual se sabe que había sido asignado a su difunto hijo. De este modo derrumbaron la iglesia y empezaron con la construcción de una nueva. Esta vez tardaron más tiempo porque la iglesia era mayor y arquitectónicamente más compleja. La terminaron en 1669 y la bendijo el obispo Jožef, conde de Rabatta. Al final del s. XVII la iglesia ya tenía la apariencia que tiene hoy día. En el año 1784 el gobierno en Viena ordenó cerrar la iglesia y el claustro y suprimir la orden de los agustinos. Sin embargo, los creyentes exigían que se abriera la iglesia y así lo hicieron ya en el mismo año. La parroquia de la Anunciación fue fundada en 1785 y la aceptaron los franciscanos en 1805 quienes todavía la dirigen en espíritu de simpleza, alegría y amor hacia todo el universo de San Francisco.

## Exterior

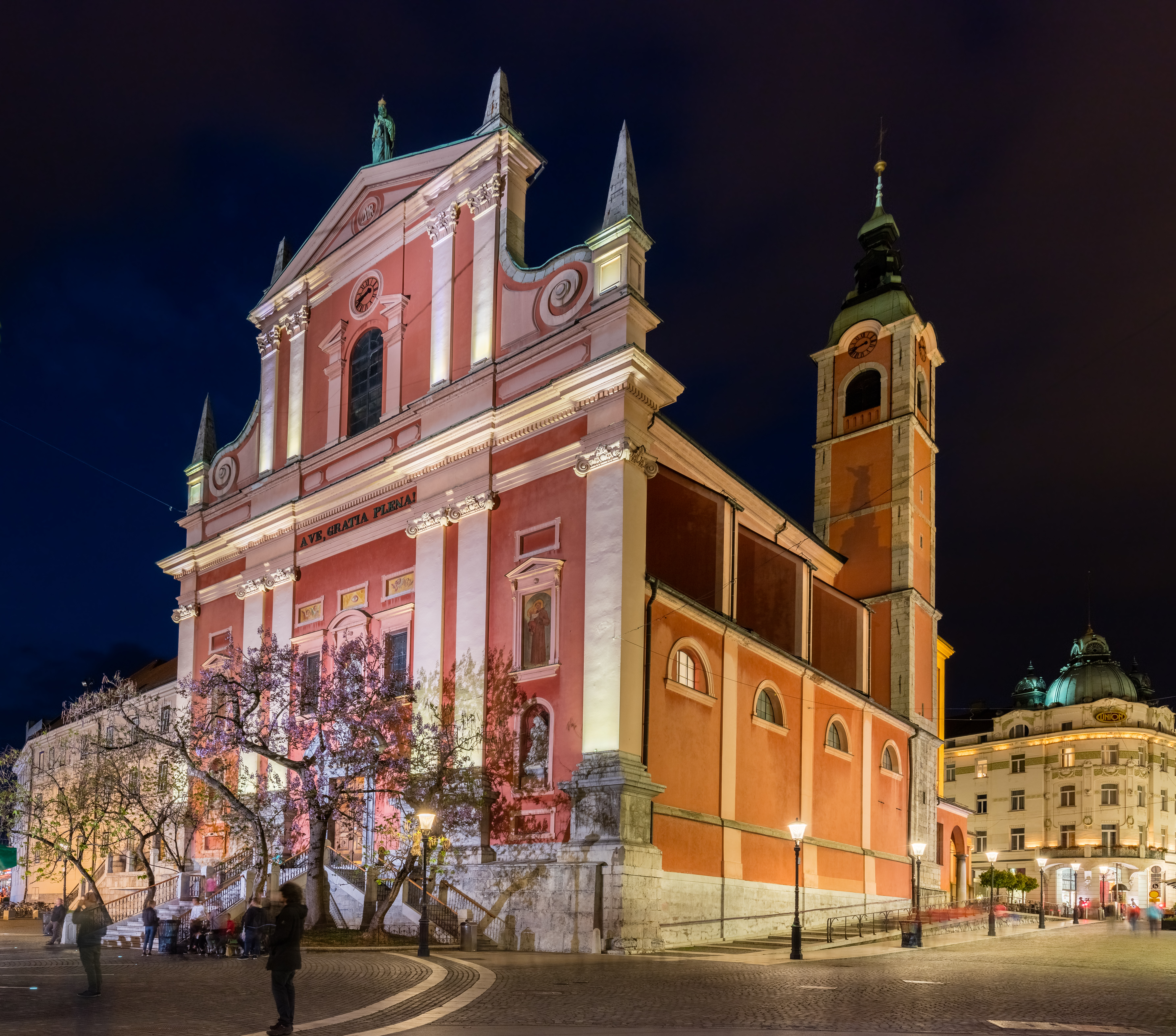
Vista nocturna de la iglesia en la plaza Prešeren.

La iglesia de la Anunciación es uno de los más destacados monumentos barrocos en Liubliana e introdujo novedades tanto por su esbozo interior como por su diseño exterior. Fue el primer edificio construido totalmente a partir de un proyecto homogéneo, con tendencias estéticas modernas procedentes de Italia, como puede apreciarse en la fachada, cuyo modelo fue la iglesia romana de Il Gesú. Desgraciadamente no se sabe quién fue el autor de los proyectos.
La fachada, modelo único en Liubliana, es un exponente del Barroco temprano. Parece como un fondo apoyado en la nave y está dividida rítmicamente. La parte central está limitada en cada lado con dos semipilastres, saliendo de la base de piedra con capiteles jónicos. En el ático se repite el motivo de dobles semipilastres, aunque aquí son más estrechos y más ligeros, con capiteles corintios. El eje vertical está acentuado con ventanas en la parte central y con pirámides decorativas al final del ático. La fachada está dividida adicionalmente con tres estatuas de mármol, que representan la Anunciación. En el punto más alto de la fachada, ya en el techo, hay una estatua de la Virgen.

## Interior

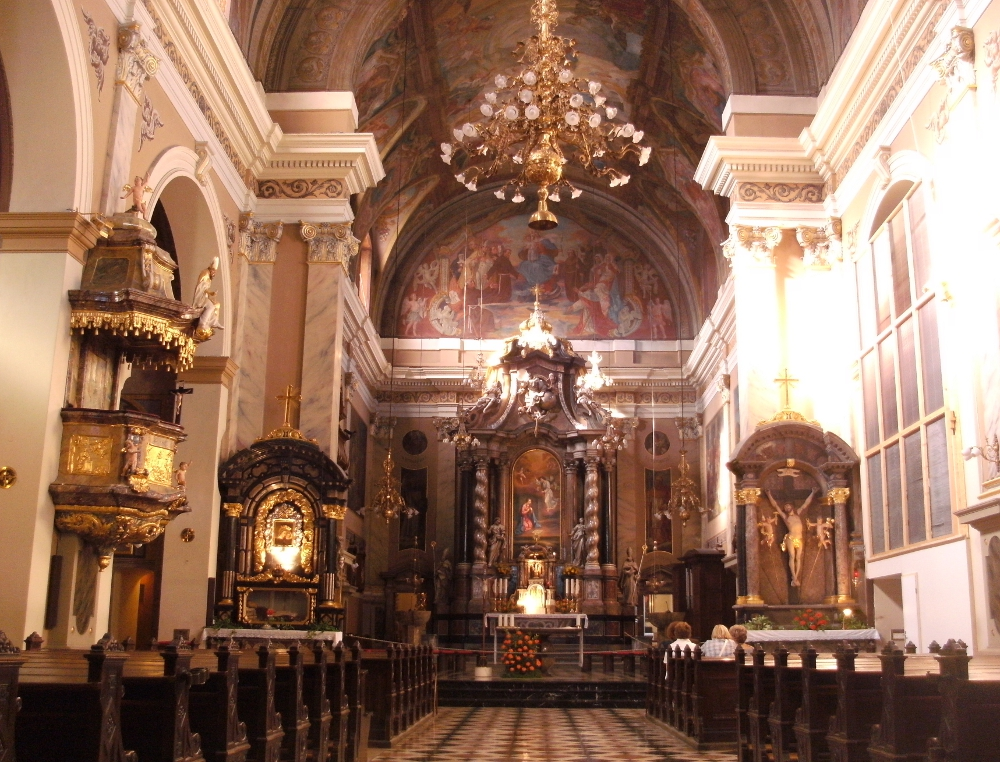
Interior de la iglesia de la Anunciación con el altar de Francesco Robba.

El interior de la iglesia es una sala grande. Está construida como basílica, prolongada con el coro, casi tan ancho como la nave. Las capillas son más oscuras que la nave, a causa de los cuadros de los altares que cubren las ventanas. Para la fabricación del altar principal los agustinos pidieron apoyo a Luka Mislej y, tras su muerte, a Francesco Robba, que terminó al altar en 1736.

### Pintura
La iglesia estuvo pintada tres veces en su historia. No hay muchas iglesias en Eslovenia que tengan tres etapas consecutivas de frescos monumentales. Ya por esta razón merece un puesto importante en la historia de la pintura eslovena.
Los franciscanos pidieron a Matevž Langus que pintara los interiores algunas décadas después de la absorción de la iglesia. Con sus frescos, pintados entre los años 1848 y 1855 la iglesia cumplió con las condiciones del Barroco. Como el tema de su pintura el artista eligió la glorificación de la Virgen. Con su composición tranquila y armónica trajo al arte eclesiástico esloveno los ideales nazarenos y así aligeró la tradición, todavía viva, del barroco tardío.
Una segunda etapa abarca el período comprendido entre 1896 y 1897, cuando dos pintores vieneses Joseph Kastner y Josef Kleinart empezaron con la restauración de los frescos, aunque no solo repararon los daños de los frescos de Langus, sino en algunos lugares pintaron algunos nuevos con óleo, borrando así el trabajo de Langus.
La tercera etapa empezó en 1935, con Matej Sternen, quien pintó de nuevo el arco del coro y de la nave, utilizando la técnica del fresco verdadero. Así como Langus y Kastner también Sternen pintó la coronación de la Virgen en el arco de la nave, pero como punto de partida tomó el ilusionismo de G. B. Tiepolo. Algunos expertos opinan que se trata del último ejemplo de ilusionismo barroco en Europa.